# Automóviles eléctricos en Canadá
El uso del automóvil eléctrico en Canadá representa un mercado creciente dentro de este país. Las ventas acumuladas de coches eléctricos en Canadá superó la marca de 20 000 unidades para mayo de 2016. El Chevrolet Volt, el cual fue lanzado en 2011, es el vehículo eléctrico de mayores ventas en el país, con ventas de 6387 unidades hasta mayo de 2015, lo que representa más del 30 % de todos los vehículos enchufables que se venden en el país. El segundo lugar lo ocupa el Tesla Model S con 4160 unidades vendidas hasta abril de 2016, seguido por el Nissan Leaf con 3692 unidades entregadas. El Model S fue el auto eléctrico con mayores ventas en 2015 con 2010 unidades vendidas.

## Industria
Un total de 1969 coches se vendieron en 2012, frente a 521 en 2011. Las ventas subieron un 57,7 % en 2013 a 3106 unidades y en 2014 aumentaron un 63,0 % desde 2013 hasta 5062 unidades, alcanzando ventas por 10.658 coches hasta diciembre de 2014. La cuota de mercado del segmento de coches eléctricos creció de 0,03 % en 2011 a 0,12 % en 2012 y alcanzó el 0,27% de las ventas de automóviles nuevos en el país en 2014.
Columbia Británica es el único lugar en el país donde es legal conducir un vehículo eléctrico a baja velocidad en la vía pública, aunque también requiere de una advertencia de baja velocidad y luces intermitentes. Quebec está permitiendo vehículos de baja velocidad en un proyecto piloto de tres años. Estos coches no serán permitidos en la carretera, pero serán permitidos en calles de la ciudad.

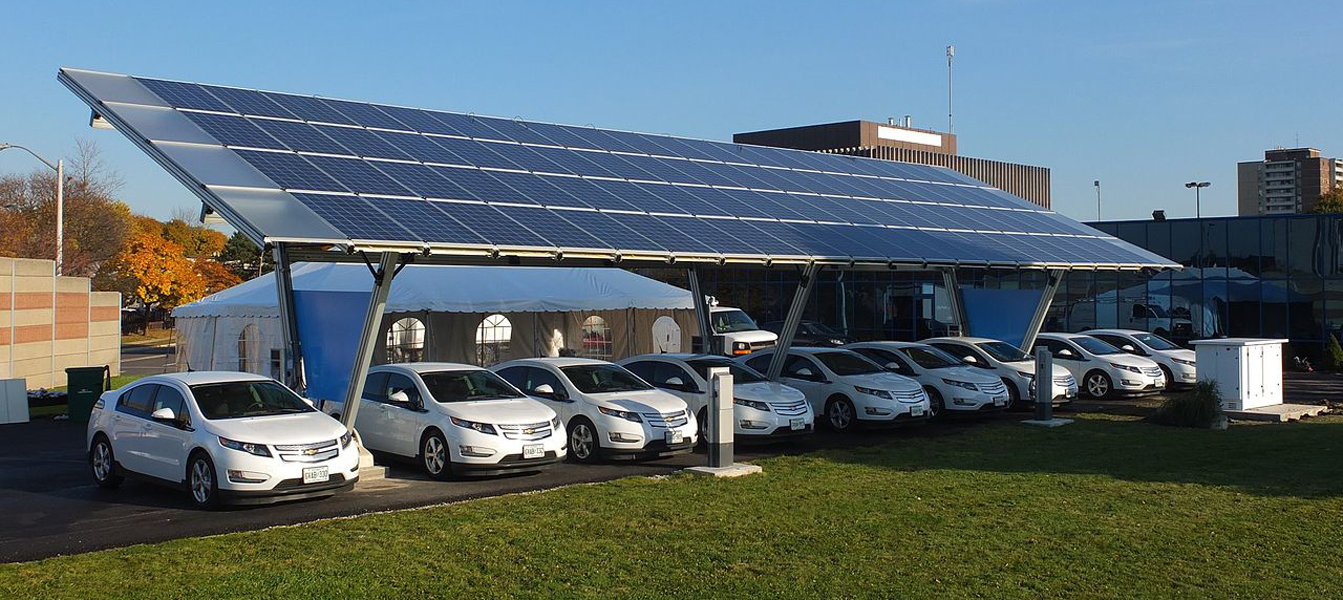
El Chevrolet Volt es el vehículo eléctrico con mayores ventas en Canadá. Se muestra una flota de Volts en una estación de carga con paneles solares en Toronto.

En enero de 2009, Hydro-Québec y Mitsubishi firmaron un acuerdo para poner a prueba 50 i -MiEV, en la mayor prueba piloto de coches eléctricos en Canadá. El objetivo de la prueba era permitir una mejor comprensión del uso de la tecnología en invierno. BC- Hydro y Mitsubishi habían probado previamente una flota de tres vehículos en British Columbia. En octubre de 2010, Transport Canada junto con Mitsubishi Motor anunciaron una asociación para poner a prueba el Mitsubishi i -MiEV. La Eco-Tecnología para Vehículos (ETV) de Transport Canada probó dos i- MiEV en instalaciones gubernamentales y en una variedad de condiciones del mundo real. El objetivo del programa fue evaluar el rendimiento en carretera y el rango del i- MiEV . Las ventas al por menor del i-MiEV comenzaron en diciembre de 2011. El Nissan Leaf inició ventas el 29 de julio de 2011, las entregas individuales comenzaron a finales de septiembre de 2011. Para diciembre del 2011, el Leaf fue vendido en 27 concesionarias certificadas en todo el país y solo vendiendo a las personas que vivieran a 65km de radio de las concesionarias.
Las ventas acumuladas hasta diciembre de 2014 alcanzaron 1965 unidades y para esa fecha, el Nissan Leaf era el auto eléctrico más vendido del país. Las ventas del Tesla Model S comenzaron en 2012, con 95 vehículos entregados ese año. Un total de 638 unidades se vendieron en 2013, las ventas acumuladas alcanzaron las 1580 unidades para diciembre de 2014, dejando al Model S como el segundo vehículo más vendido de Canadá. Durante el 2014 el BMW i3, Kia Soul EV, BMW i8 y Porsche 918 Spyder fueron introducidos en el mercado canadiense.
El completamente eléctrico Renault Twizy 40, un vehículo de baja velocidad, fue certificado por Transport Canada en marzo de 2016, estuvo programado su lanzamiento en el mercado canadiense a mediados de ese año.
Para diciembre de 2015 había 18 451 vehículos eléctricos legales para su uso en carreteras registrados en Canadá, de los cuales, 10 034 (54%) son completamente eléctricos y 8417 (46%) son híbridos.

## Ventas
La siguiente tabla contiene los registros por año de vehículos eléctricos con capacidad de circular en carreteras disponibles en Canadá de 2011 a 2014.
| Ventas de vehículos eléctricos en Canadá en el periodo de 2011 a 2014 | Ventas de vehículos eléctricos en Canadá en el periodo de 2011 a 2014 | Ventas de vehículos eléctricos en Canadá en el periodo de 2011 a 2014 | Ventas de vehículos eléctricos en Canadá en el periodo de 2011 a 2014 | Ventas de vehículos eléctricos en Canadá en el periodo de 2011 a 2014 | Ventas de vehículos eléctricos en Canadá en el periodo de 2011 a 2014 |
| Modelo                                                                | Ventas totales 2011-2014                                              | Ventas 2014                                                           | Ventas 2013                                                           | Ventas 2012                                                           | Ventas 2011                                                           |
| --------------------------------------------------------------------- | --------------------------------------------------------------------- | --------------------------------------------------------------------- | --------------------------------------------------------------------- | --------------------------------------------------------------------- | --------------------------------------------------------------------- |
| Chevrolet Volt                                                        | 3952                                                                  | 1521                                                                  | 931                                                                   | 1225                                                                  | 275                                                                   |
| Nissan Leaf                                                           | 1965                                                                  | 1,085                                                                 | 470                                                                   | 240                                                                   | 170                                                                   |
| Tesla Model S                                                         | 1580                                                                  | 847                                                                   | 638                                                                   | 95                                                                    |                                                                       |
| Smart electric drive                                                  | 811                                                                   | 561                                                                   | 222                                                                   | 28                                                                    |                                                                       |
| Mitsubishi i MiEV                                                     | 496                                                                   | 109                                                                   | 168                                                                   | 196                                                                   | 23                                                                    |
| Ford C-Max Energi                                                     | 471                                                                   | 272                                                                   | 199                                                                   |                                                                       |                                                                       |
| Toyota Prius Plug-in Hybrid                                           | 351                                                                   | 76                                                                    | 212                                                                   | 63                                                                    |                                                                       |
| Ford Fusion Energi                                                    | 285                                                                   | 169                                                                   | 116                                                                   |                                                                       |                                                                       |
| BMW i3                                                                | 227                                                                   | 227                                                                   |                                                                       |                                                                       |                                                                       |
| Ford Focus Electric                                                   | 202                                                                   | 44                                                                    | 103                                                                   | 55                                                                    |                                                                       |
| Fisker Karma                                                          | 100                                                                   | 7                                                                     | 26                                                                    | 67                                                                    |                                                                       |
| Tesla Roadster                                                        | 53                                                                    |                                                                       |                                                                       |                                                                       | 53                                                                    |
| Cadillac ELR                                                          | 48                                                                    | 44                                                                    | 4                                                                     |                                                                       |                                                                       |
| Kia Soul EV                                                           | 39                                                                    | 39                                                                    |                                                                       |                                                                       |                                                                       |
| Chevrolet Spark EV                                                    | 31                                                                    | 26                                                                    | 5                                                                     |                                                                       |                                                                       |
| BMW i8                                                                | 28                                                                    | 28                                                                    |                                                                       |                                                                       |                                                                       |
| Porsche 918 Spyder                                                    | 7                                                                     | 7                                                                     |                                                                       |                                                                       |                                                                       |
| Toyota RAV4 EV                                                        | 3                                                                     |                                                                       | 3                                                                     |                                                                       |                                                                       |
| Ventas totales                                                        | 10 649                                                                | 5062                                                                  | 3097                                                                  | 1969                                                                  | 521                                                                   |
| Participación en el mercado de vehículos eléctricos nuevos            | Participación en el mercado de vehículos eléctricos nuevos            | 0,27%                                                                 | 0,18%                                                                 | 0,12%                                                                 | 0,03%                                                                 |

## Incentivos del gobierno
Los incentivos de compra de vehículos eléctricos se establecieron en Ontario, que consiste en una rebaja de entre 5050 dólares canadienses (4 kWh de baterías) a 8650 dólares (17 kWh o más), dependiendo del tamaño de la batería, por comprar o alquilar un vehículo eléctrico nuevo después del 1 de julio de 2010. La provincia también introdujo placas de color verde para el uso exclusivo de los híbridos y vehículos eléctricos. Estas placas son para vehículos verdes que permiten a los propietarios viajar en carriles de viaje compartido independientemente del número de pasajeros en el vehículo. Además, los propietarios tienen derecho a usar estaciones de recarga en GO Transit y otros estacionamientos que sean propiedad de la provincia. 

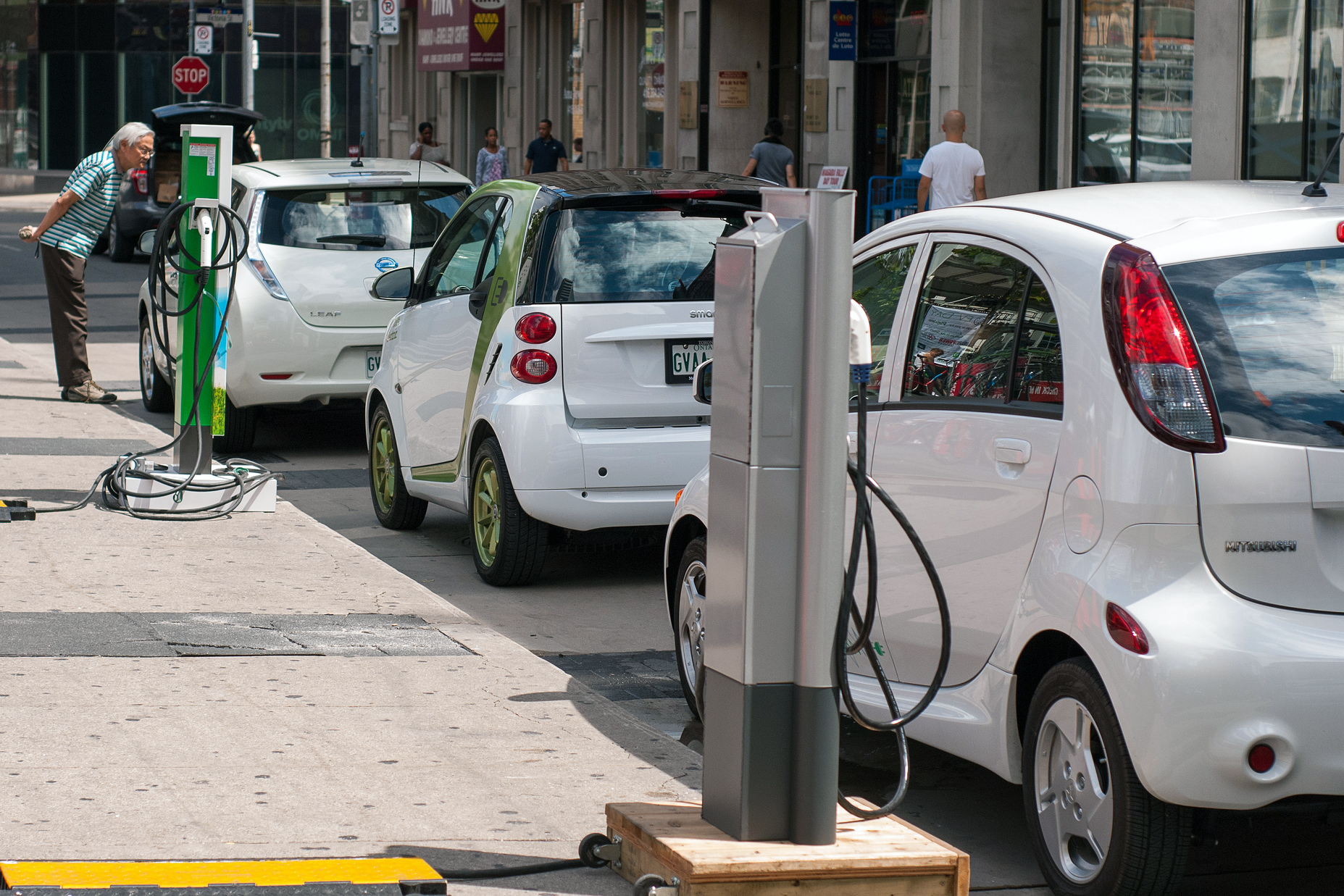
Muchos vehículos eléctricos cargando en el centro de Toronto. Del más lejano al más cercano, un Nissan Leaf, un Smart ED, y un Mitsubishi i MiEV.

Quebec comenzó a ofrecer descuentos de hasta 8650 dólares a partir del 1 de enero de 2012, para la adquisición de vehículos eléctricos equipados con un mínimo de 4 kWh de la batería y vehículos eléctricos híbridos. Los vehículos totalmente eléctricos con baterías de alta capacidad son elegibles para un reembolso completo de los 8650 dólares y se reducen los incentivos para los coches eléctricos de rango bajo y los híbridos enchufables. El gobierno de Quebec destinó 52,3 millones de dólares para el programa, y la cantidad máxima de reembolso se reduce poco a poco cada año hasta que se llegó a un máximo de 3000 dólares en 2015, pero los descuentos continuarán hasta que el fondo se agote. También hay un límite para el número máximo de vehículos elegibles: 10.000 para todos los vehículos eléctricos y los híbridos enchufables y 5.000 para los híbridos convencionales.
El Gobierno de Columbia Británica anunció el programa LiveSmart C., que comenzó a ofrecer descuentos para vehículos que utilizan energía limpia a partir del 1 de diciembre de 2011. Los incentivos estuvieron disponibles hasta el 31 de marzo de 2013, o hasta que los fondos disponibles se agotaron. Los fondos disponibles fueron suficientes para proporcionar incentivos para aproximadamente 1.370 vehículos. Vehículos eléctricos de baterías, vehículos de pila de combustible y de híbridos con capacidad de batería de 15,0 kWh y superiores son elegibles para un incentivo. También a partir del 1 de diciembre de 2011 se ofrecieron rebajas por equipo de carga de vehículos eléctricos que cumplieran los requisitos, y estuvieron disponibles para residentes que hubieran comprado un vehículo de energía limpia.